# Гневино (село)
Гневино (кашуб. Gniéwino, нем. Gnewin) — село в гмине Гневино Вейхеровского повета, Поморского воеводства, в северной части Польши. Село расположено примерно на расстоянии 21 километрам (13 миль) к северо-западу от Вейхерово и на расстоянии 57 километров (35 миль) к северо-западу от Гданьска, административного центра воеводства. Абсолютная высота — 97 метров над уровнем моря.

## Галерея

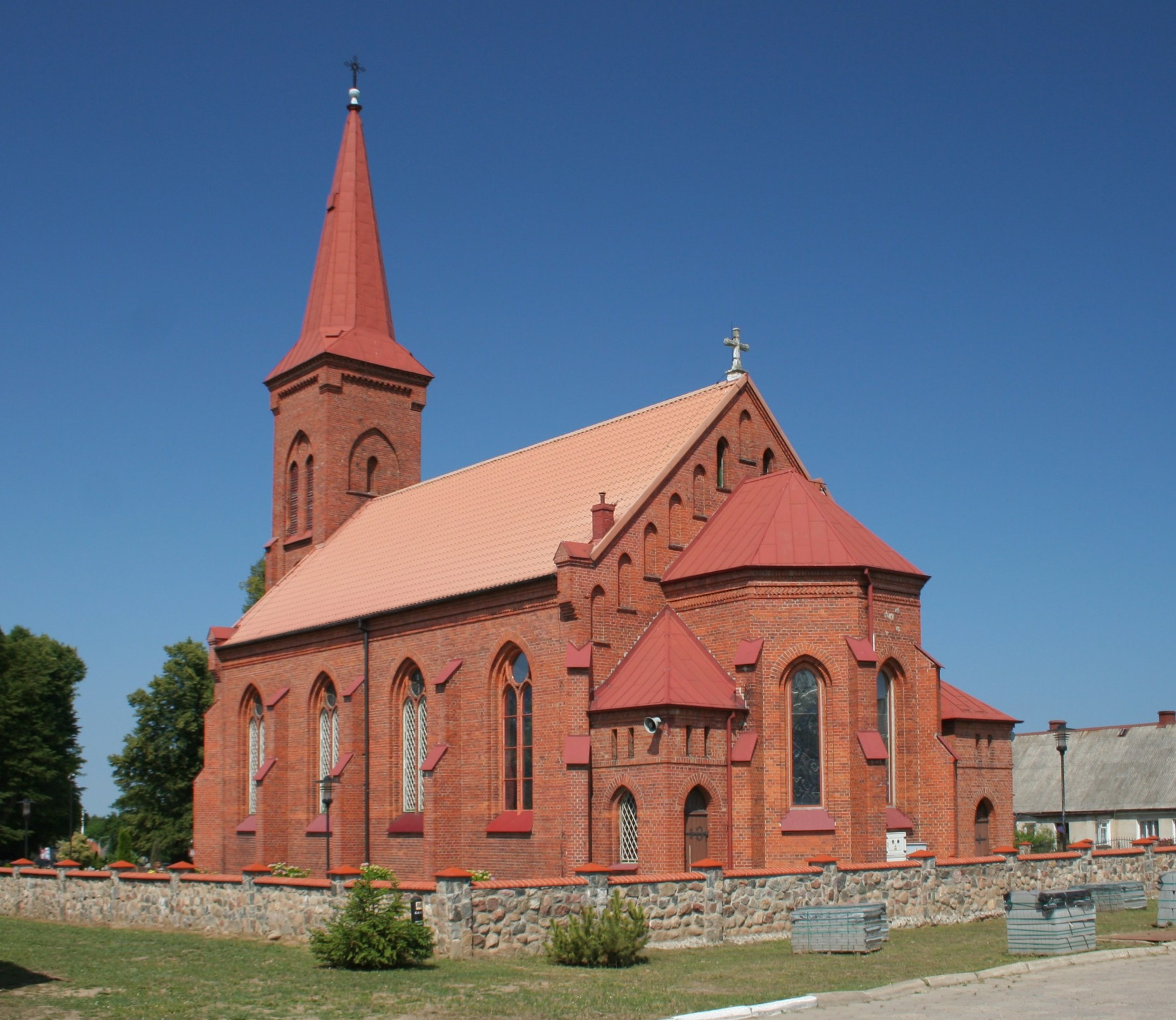
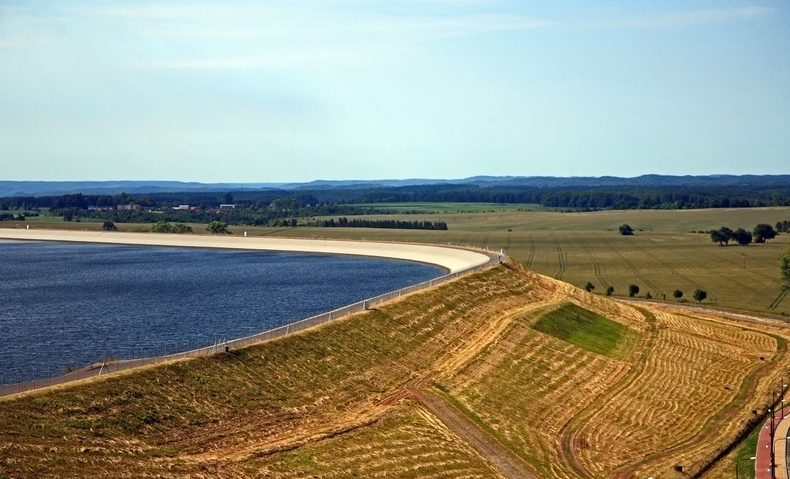
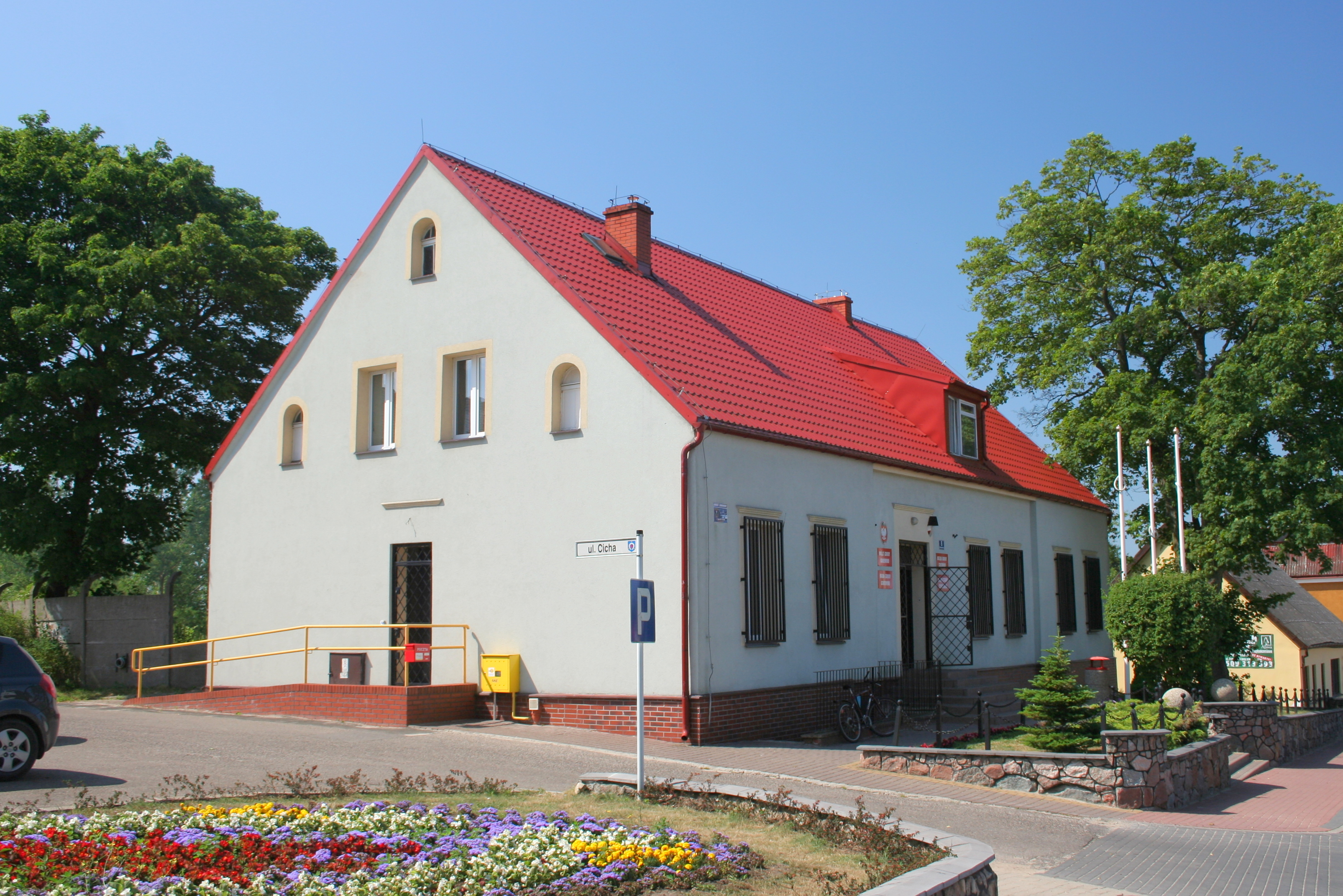
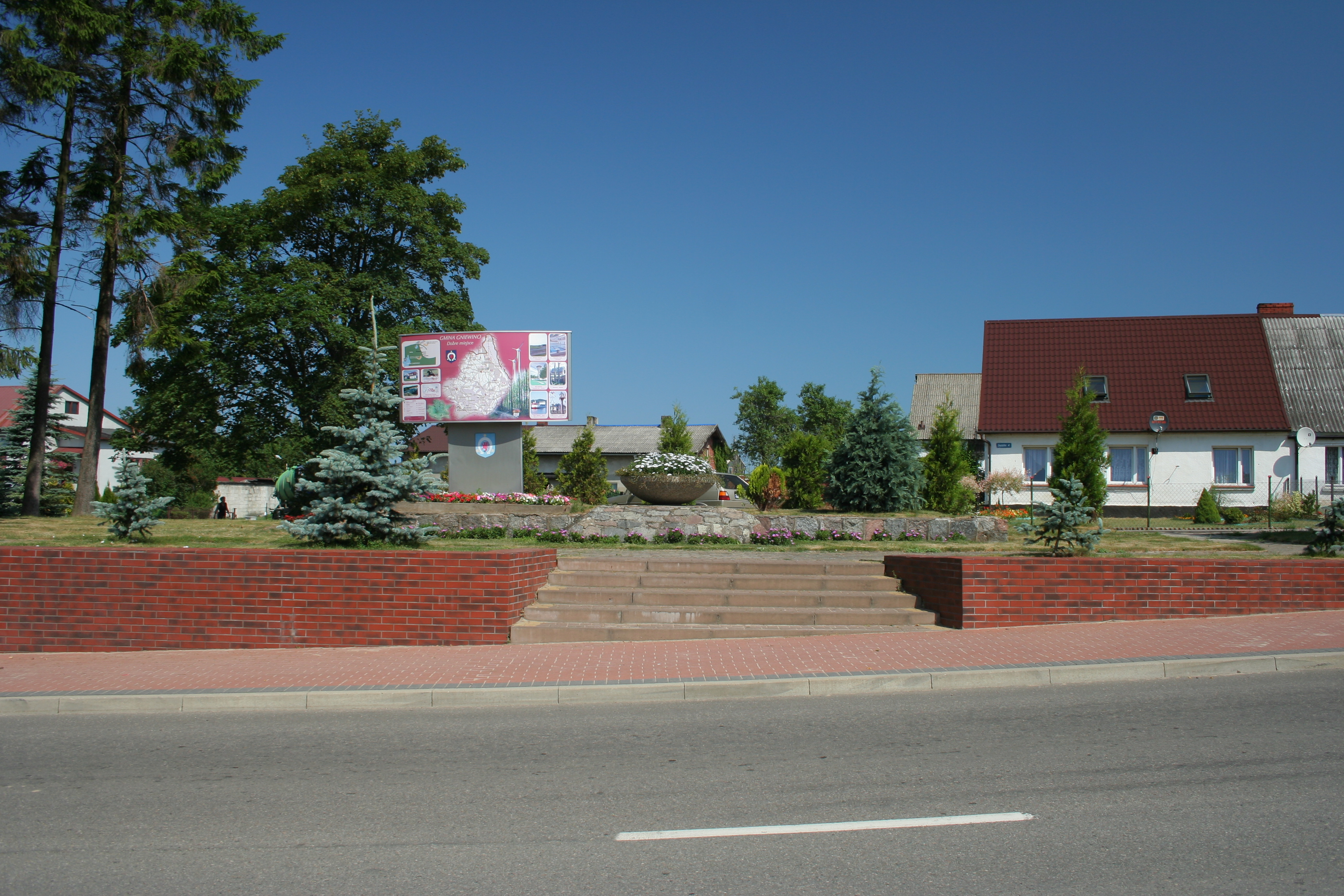
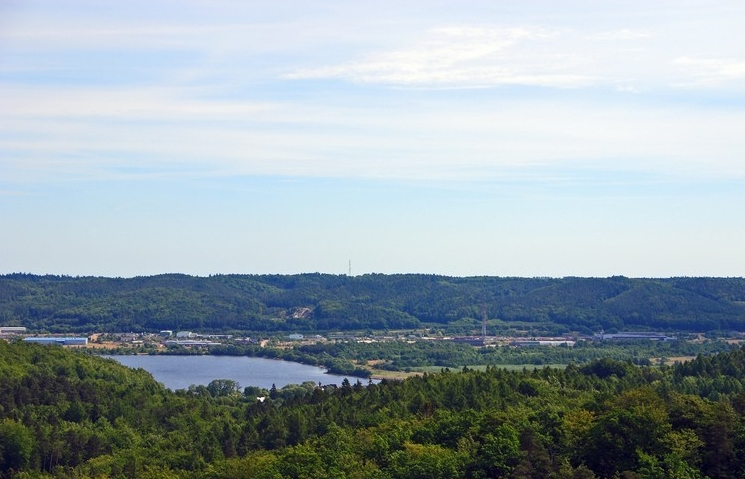